# HAT-P-7b
HAT-P-7b是一颗位于天鹅座的系外行星，于2008年被发现，距离1000光年。该行星的轨道十分接近其母星GSC 03547-01402，由于恒星的加热，该行星的体积比木星大得多。据估计，其面向恒星的一面表面温度高达2730K。
2009年5月30日，日本国家天文台的科学家使用昴星团望远镜的高色散摄谱仪首次发现HAT-P-7b具有逆行轨道的证据。7月1日，美国一个科学小组使用相同设备证实HAT-P-7b具有逆行轨道。